# Stojčići (Olovo, BiH)
Stojčići su naseljeno mjesto u općini Olovo, Federacija Bosne i Hercegovine, BiH.

## Stanovništvo

### 1991.
Nacionalni sastav stanovništva 1991. godine, bio je sljedeći:
ukupno: 243
- Hrvati - 223
- Jugoslaveni - 18
- ostali, neopredijeljeni i nepoznato - 2

### 2013.
Nacionalni sastav stanovništva 2013. godine, bio je sljedeći:
ukupno: 182
- Hrvati - 139
- Bošnjaci - 42
- ostali, neopredijeljeni i nepoznato - 1

## Religija
Stojčići su sjedište župe Jelaške. Ovdje se nalaze crkva i župni ured.